# J. R. Ackerley
Joseph Randolph Ackerley, conegut habitualment com a J. R. Ackerley   (Londres, 4 de novembre de 1896 - Londres, 4 de juny de 1967) fou un escriptor anglès, editor de la revista setmanal d'art de la BBC The Listener entre 1935 i 1959. Va ser obertament gai en una època en què ser-ho era poc comú.
Va participar en la primera guerra mundial, en la qual va caure presoner, un fet que li va deixar marcat per a tota la vida a causa de la mort del seu germà Peter. Escriptor de fama, viatger infatigable i cronista prolífic, va transcórrer gran part de la seva vida a Londres. Va ser amic d'E. M. Forster, W.H. Auden, Christopher Isherwood, Virginia Woolf i Leonard Woolf. Va escriure textos teatrals, una novel·la i quatre memòries.
A la revista The Listener J. R. Ackerley va publicar obres de Virginia Woolf, E. M. Forster, Herbert Read, Clive Bell i va descobrir a joves escriptors com Wystan H. Auden, Christopher Isherwood, Stephen Spender i Philip Larkin.

## Obres
- The Prisoners of War, 1925, teatre
- Hindoo Holiday, 1932, revisada i ampliada el 1952, memòries
- My Dog Tulip, 1956, memòries
- We Think the World of You, 1960, novel·la
- My father and Myself, publicado pòstumament el 1968, memòries
- My Sister and Myself, publicada pòstumament el 1982, memòries